# Un jour, la fête
Pour plus de détails, voir Fiche technique et Distribution.
Un jour, la fête est un film français réalisé par Pierre Sisser, et sorti en 1975.

## Synopsis
Un groupe de jeunes artistes tente d'animer un lotissement pour ouvriers. Ils se voient expulsés de leur quartier général, un hangar réaménagé, qui doit devenir un complexe commercial. Les jeunes décident alors de contre-attaquer en organisant une grande fête sur le site.

## Fiche technique
- Titre : Un jour, la fête
- Réalisation : Pierre Sisser, assisté d'Élie Chouraqui
- Scénario : Élie Chouraqui, Michel Fugain, Pierre Sisser
- Production :  B.B.Z. Productions, UGC, Parma-Films
- Pays de production :  France
- Musique : Michel Fugain
- Image : Jean Collomb
- Montage : Georges Klotz
- Décorateur : Jacques Mawart
- Costumes : Annie Ravier
- Durée : 96 minutes
- Date de sortie : 16 février 1975

## Distribution
- Michel Fugain : Michel
- Charles Gérard : Marcel
- Nathalie Baye : Julie (voix chantée : Laurence Cartier) (créditée seulement Laurence)
- Didier Kaminka : Samy (voix chantée : Michel Elias)
- Michel Beaune : Pierre Gament, le député-maire et promoteur
- Georges Staquet : le commissaire Ducreux
- Pierre Fuger : Pierrot (voix chantée : Laurent Voulzy)
- Sylvain Lévignac : un policier

Les membres du Big Bazar :
- Gérard Kaplan : Moumousse
- Stéphanie Fugain
- Christiane Mouron
- Véronique Mucret
- Dominique Mucret
- Carine Reggiani
- Roland Gibelli
- Vava
- Johnny Monteilhet
- Christian Dorfer
- Jean-Pierre Lacot
- Jérôme Nobécourt

Et la participation des danseurs :
- Christian Defleur
- Francis Champeaux
- Patricia Grellier
- Patrick Pinna
- Patrick Fort

## Bande originale
La musique du film est composée par Michel Fugain, la bande originale comporte quatorze titres :
1. Quand on s’emmerde
2. La Chanson de Julie
3. Qui a déclaré la guerre
4. HLM
5. Les Pirates
6. L'Affichage
7. On va
8. Nous sommes tous des Picasso
9. Chanson d'amour
10. Les Hommes
11. Chant d'espoir
12. Procès Gament
13. Filles et Garçons
14. Chant d'espoir

## Critique
Pour Louis Seguin, le film est un pillage du modèle de West Side Story.

## Commentaires
Le film n'est jamais sorti sur support physique en France et est aujourd'hui introuvable. Aucun site de vidéo à la demande ne le propose.